# 名駅1丁目1番1号 〜人と、幸せを、つなぐ場所。〜
『名駅1丁目1番1号 〜人と、幸せを、つなぐ場所。〜』（めいえきいっちょうめいちばんいちごう ひとと しあわせを つなぐばしょ）は、2017年5月13日に中京テレビで放送されたテレビドラマ。主演は足立梨花。

## 背景
中京テレビは、2016年11月18日に本作の制作を発表した。制作発表会にはプロデューサーの板谷学、脚本の岩本真耶、足立梨花、高柳明音が出席した。
KITTE名古屋×中京テレビスペシャルドラマと題し、同年にささしまライブ24地区への移転を行った中京テレビと新たに開業したKITTE名古屋によるコラボレーションで、板谷は、名駅エリアの盛り上げ、家族皆で見られる心温まる物語、地元と一緒に作るという三つのポイントがあるとした。そのため、撮影地、脚本家、出演者、エキストラなど、ドラマ関係者は中京圏出身者で占められている。
また、制作発表会中、カメラが趣味の高柳が、撮影の裏側を写真に収め伝えることを提案すると、その場で板谷がそれを採用し、実際に公式ホームページにて「カメラマン高柳明音（SKE48）がドラマ撮影現場を撮る！」というコーナーが設けられた。
撮影は12月10日に始まった。12月11日には応募総数1289人から選ばれたエキストラが参加する撮影をKITTE名古屋にて行った。
12月14日で2016年内の撮影は終了し、年が明けた2017年3月7日から再開した。
1月14日、名古屋を拠点に活動するバンド「ポタリ」が本作の主題歌を担当することが決まった。
本作の完成披露試写会を4月16日と4月23日にKITTE名古屋にて行った。
放送の翌年の2018年2月25日、本作の出演者の大杉漣追悼のため再放送された。

## あらすじ
岩井遥（足立梨花）は、名古屋市内のデザイン会社に勤めている。社内でKITTE名古屋の来春の装飾デザインの案を募集することになり、遥はアシスタントからの脱却を図るべく挑戦することにした。遥の年下の恋人・阿久津卓哉（葉山奨之）との時間を大切にしながら、KITTE名古屋に通い構想を練る。
KITTE名古屋では、駐車場係員の照屋（ゴリ）とパティスリー店員のレイチェル（春香クリスティーン）が些細なことから喧嘩をしてしまう。しかし、沖縄出身とハーフという、遠くにルーツをもつ者同士の共感から親交を深める。
名古屋中央郵便局長の沢田（大杉漣）は定年を控えている。そこに、沢田が40年もの間想いを抱き続けていた細川ひずる（宮崎美子）が現れる。この二人を、運命が特別な方向へ導く。
そして迎えたクリスマス。KITTE名古屋を舞台に三組の男女の成り行きを描く。

## キャスト

### 主な登場人物
岩井 遥（24）
演 - 足立梨花
主人公。名古屋市内のデザイン会社「クロミヤデザイン」に勤めている。
阿久津卓哉（22）
演 - 葉山奨之
遥の年下の恋人。
照屋高志（39）
演 - ゴリ（ガレッジセール）
JPタワー名古屋の駐車場係員。
レイチェル・D・岡崎（29）
演 - 春香クリスティーン
パティスリー「ラ メゾン ジュヴォー」の店員。
西尾理子（24）
演 - 高柳明音（SKE48）
レイチェルの同僚。
沢田賢次（59）
演 - 大杉漣
名古屋中央郵便局長。
細川ひずる（58）
演 - 宮崎美子（40年前のひずる：綾瀬麗奈）
沢田が40年来特別な感情を抱いている女性。

### その他の登場人物
岩井 誠（55）
演 - 佃典彦
遥の父。
岩井悦子（53）
演 - 山口未知
遥の母。
田辺美香（29）
演 - 梅舟惟永
遥が勤める会社の先輩社員。
森 弘幸（27）
演 - 菅沼翔也
遥が勤める会社の先輩社員。
西村（59）
演 - 真野高行
照屋の同僚。
北川一徳（59）
演 - 河西健司
沢田の元同僚。
北川玲子（58）
演 - 小林千里
北川一徳の妻。
加藤幸助（35）
演 - 宮田せいじ
沢田の同僚。
郵便局員
演 - 甲斐まりの
記者
演 - 守永真彩
クリスマスイベントの司会
演 - 市野瀬瞳（中京テレビ放送アナウンサー（当時））
その他
演 - 佐野祐子（中京テレビ放送アナウンサー）、川瀬邦成、伊藤整子、稲葉真男、加藤厚志、笹本麻衣

## スタッフ
- 脚本 - 岩本真耶
- 脚本監修 - 林誠人
- 主題歌 - ポタリ『ハルノカゼ 名駅バージョン』
- プロデューサー兼演出 - 瀬古隆司（中京テレビ放送）
- プロデューサー - 板谷学（中京テレビ放送）、武田龍司（CTV MID ENJIN）
- セカンド助監督 - 渡辺喜子[19]
- 製作・著作 - 中京テレビ放送